# 负泥虫亚科
负泥虫亚科（學名：Criocerinae），又名窄頸金花蟲亞科，是金花蟲科之下的一個亞科。
負泥蟲亞科以前是单独的一個科，後來被降為金花蟲科之下的一個亞科。幼虫常将自己的粪便驮在背上，以防御捕食者；成虫头部合胸部远窄于鞘翅基部，鞘翅常被粗大刻点。

## 族和屬
- 負泥蟲族 Criocerini（英语：Criocerini） Latreille, 1804
  - 負泥蟲屬（英语：Crioceris） Crioceris（英语：Crioceris） Geoffroy（英语：Étienne Louis Geoffroy）, 1762
  - 长颈金花虫属 Lilioceris Reitter（英语：Edmund Reitter）, 1912
- 合爪負泥蟲屬（英语：Lemini (tribe)） Lemini（英语：Lemini (tribe)） Heinze, 1962
  - 细颈金花虫属 Lema Fabricius, 1798
  - Neolema（英语：Neolema） Monrós, 1951
  - 禾谷负泥虫属 Oulema Des Gozis（英语：Maurice Gilbert Perrot des Gozis）, 1886